# For You / Time Limit
Pour les articles homonymes, voir For You.
Singles de Hikaru Utada
Wait & See ~Risk~
(2000) Can You Keep a Secret?
(2001)
For You / Time Limit (For You / タイム・リミット) est le sixième single d'Hikaru Utada (sous ce nom), sorti en 2000.

## Présentation
Le single sort le 30 juin 2000 au Japon sur le label EMI Music Japan, deux mois seulement après le précédent single de la chanteuse, Wait & See ~Risk~. Il atteint la 1re place du classement des ventes de l'Oricon et reste classé pendant 13 semaines, se vendant à 888 650 exemplaires.
C'est un single "double face A" contenant deux chansons principales et leurs versions instrumentales, le deuxième de la chanteuse après Automatic / Time Will Tell sorti fin 1998. Les deux chansons figureront sur l'album Distance qui sort l'année suivante, ainsi que sur la compilation Utada Hikaru Single Collection Vol.1 de 2004. La deuxième, Time Limit, est produite et arrangée par le producteur américain Rodney Jerkins alias Darkchild.

## Titres
Toutes les paroles sont écrites par Hikaru Utada.
| 1. | For You                                             | Hikaru Utada / Kei Kawano                    | 5:22 |
| 2. | Time Limit (タイム・リミット)                       | Hikaru Utada, Takuro Kubo / Darkchild, Utada | 4:55 |
| 3. | For You (Original Karaoke)                          | Hikaru Utada / Kei Kawano                    | 5:25 |
| 4. | Time Limit (Original Karaoke) (タイム・リミット...) | Hikaru Utada, Takuro Kubo / Darkchild, Utada | 5:54 |